# Gavina andina
La gavina andina (Chroicocephalus serranus) és una espècie d'ocell de la família dels làrids (Laridae) que habita llacs de muntanya dels Andes, des de l'Equador, cap al sud, a través del Perú i Bolívia fins al centre de Xile i zona limítrofa de l'Argentina.